# Copa Diario de Costa Rica 1924
En 1924 se realizó el primer torneo de Copa organizado por la Federación de Fútbol de Costa Rica, bajo el nombre de Copa Diario de Costa Rica, el Club Sport Herediano obtuvo el trofeo de campeón. Los equipos participantes fueron: Club Sport La Libertad, Gimnástica Española, Club Sport Herediano, Liga Deportiva Alajuelense y Club Sport Cartaginés. Si bien el cuadro de juegos inicial incluye cinco equipos, finalmente solo tres luchan por la copa: Alajuelense y Cartaginés se retiran de la competición. El goleador del certamen fue Francisco Gutiérrez del Club Sport Herediano con 2 anotaciones.
A fines de 1924 San José prepara los eventos populares y el estreno del Estadio Nacional. Para esta celebración, autoridades deportivas y gubernamentales organizan justas atléticas de alto nivel para fin y principio de año invitando a los mejores atletas de países vecinos, lo que le da un carácter de olimpismo regional, ya que participan legaciones de Centroamérica, Caribe y Estados Unidos.
La Liga Nacional de Fútbol (actualmente Federación Costarricense de Fútbol) no se queda atrás e insta a sus clubes de primeras divisiones a disputar a nivel nacional la copa patrocinada por el Diario de Costa Rica en estas justas en la disciplina del fútbol.
A última hora Cartaginés y Alajuelense desisten de participar en las justas, como protesta a que un mes antes no toman en cuenta a figuras de sus clubes para prácticas de un combinado patrio en La Sabana pro construcción del estadio, con lo cual se reprograma el torneo para los tres restantes conjuntos: libertos, gimnásticos y heredianos. El Herediano, como monarca vigente de liga está clasificado en la final.
La semifinal La Libertad - Gimnástica Española es ganada 1-0 por los blanquinegros y pasan a la gran final frente los monarcas ligueros. El 4 de enero de 1925, se disputa el juego decisivo entre Herediano y La Libertad; en los libertos el emblemático guardameta Manuel Rodríguez tiene inconvenientes para llegar, por lo que se designa para reforzar ese puesto al joven Ricardo "El Manchado" González, arquero de El Progreso, club de primeras que tampoco participa en esta copa; Ricardo tiene muy buenas intervenciones, pero el equipo rival acecha su marco de principio a fin. Desde el saque de salida Herediano apuesta al dominio, anotándose el primer gol por medio de Braulio Morales, luego el debutante Francisco Gutiérrez se estrena con dos sendas concreciones que terminan de inclinar la balanza para el 3-0. El juez Miguel Ángel Castro levanta los brazos y la Copa Diario de Costa Rica, primera en ese formato organizada de principio a fin por el ente federativo, es ganada por el Club Sport Herediano.

## Cuartos de final
| 28 de diciembre de 1924 | Sociedad Gimnástica Española | - | Liga Deportiva Alajuelense1 | Estadio Nacional, San José |  |

| 30 de diciembre de 1924 | Club Sport La Libertad | - | Club Sport Cartaginés2 | Estadio Nacional, San José |  |

1. No se realiza el partido debido a la no presentación de los alajuelenses, por lo que los josefinos pasan a la semifinal.
2. Los azules no se presentan, por lo que el conjunto blanquinegro avanza a semifinal contra los gimnásticos.

## Semifinal
| 31 de diciembre de 1924 | Club Sport La Libertad | 1:0 | Sociedad Gimnástica Española | Estadio Nacional, San José   |  |
|                         |                        |     |                              | Árbitro(s): Ricardo Fournier |  |

## Final
| 4 de enero de 1925 | Club Sport Herediano                  | 3:0 | Club Sport La Libertad | Estadio Nacional, San José      |                                 |
|                    | Braulio Morales Francisco Gutiérrez 2 |     |                        | Árbitro(s): Miguel Ángel Castro | Árbitro(s): Miguel Ángel Castro |

|                      |
| Club Sport Herediano |
|                      |
| 1° título            |

| Predecesor: - | Torneo de Copa de Costa Rica 1924 | Sucesor: Torneo de Copa 1925 |